# Castello di Panocchia
Das Castello di Panocchia ist eine spätmittelalterliche Niederungsburg neben der Kirche San Donnino in Panocchia, einem Ortsteil von Parma in der italienischen Region Emilia-Romagna. Sie liegt in der Via Campana 8.

## Geschichte
Die Burg, deren Geschichte nahezu unbekannt ist, wurde vermutlich zwischen dem Ende des 15. und dem Beginn des 16. Jahrhunderts im Auftrag der Grafen Cantelli, Lehensleute von Panocchia, errichtet. Die Familie besaß schon spätestens ab 1422 ein Gebäude in der Siedlung.
Nach dem Tod des letzten Grafen Paolo Cantelli 1736 erbte der Markgraf Alfonso Bevilacqua, der Großneffe des Erblassers, das Gebäude und fügte seinem eigenen Familiennamen den seines Großonkels hinzu.
Das Gebäude, das mehrmals umgebaut wurde, wurde zur Sommerresidenz der Familie, die dort verschiedene bekannte Persönlichkeiten zu Gast hatte, darunter den Dichter Carlo Innocenzo Frugoni, der in einem seiner Werke seinen dortigen Aufenthalt aufgeschrieben hat.

## Beschreibung

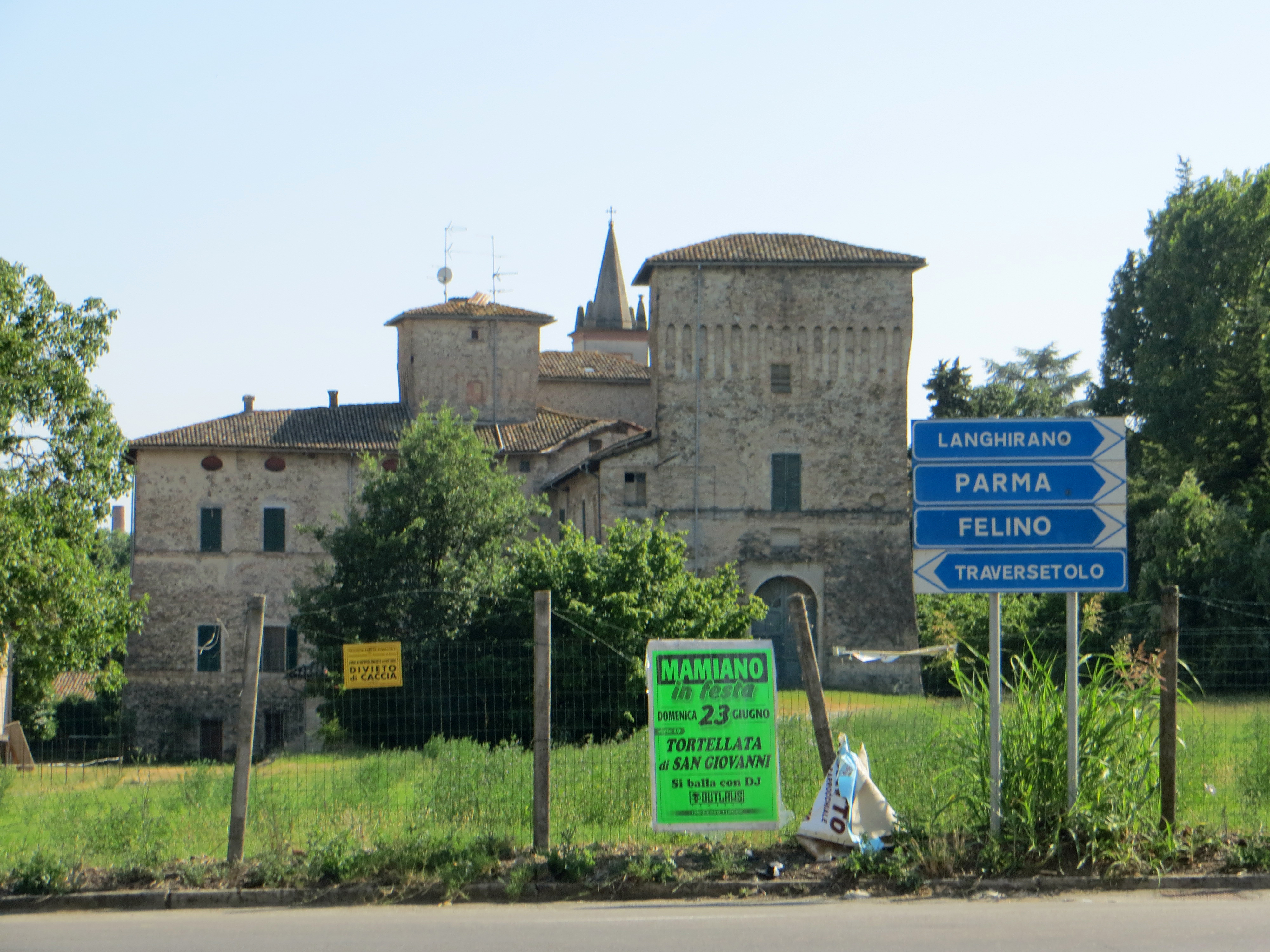
Nordseite

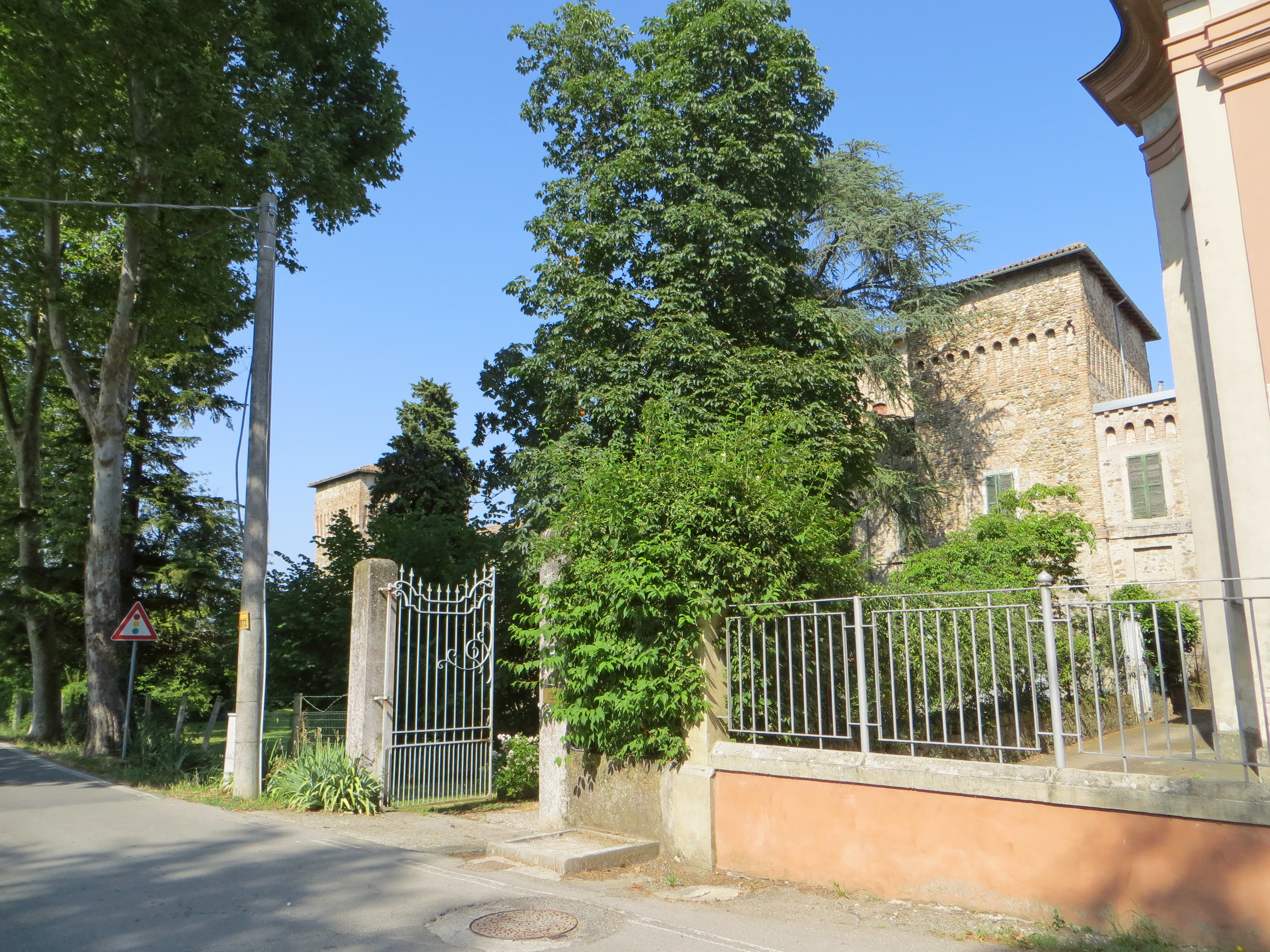
Turm an der Südseite

Das Gebäude, das Resultat von Umbauarbeiten über die Jahrhunderte, hat einen L-förmigen Grundriss mit zwei großen Türmen aus dem 16. Jahrhundert mit rechteckigem Grundriss, die am entfernten Ende der Langseite liegen, parallel zur Straße, und einen höheren, schlanken Turm in der Mitte des Südflügels.
Die Fassaden aus Stein und Mauerziegeln sind durch die Anschrägung im unteren Teil und durch zwei vorspringende Gesimse in den beiden Stockwerken gekennzeichnet. Unten an den Türmen befinden sich breite Eingangsportale mit Rundbögen, wogegen sie oben eine Reihe von hohen Konsolen haben.